# Río Lune
El río Lune es un corto río costero del Reino Unido que discurre por los condados de Cumbria y Lancashire, Inglaterra, y desemboca en la bahía de Morecambe en el mar de Irlanda.
- Datos: Q1162445
- Multimedia: River Lune / Q1162445